# That’s Why God Made the Radio (Lied)
That’s Why God Made the Radio (englisch für „Deshalb hat Gott das Radio geschaffen“) ist ein Lied der US-amerikanischen Rockband The Beach Boys, das im April 2012 erschien.

## Entstehung und Veröffentlichung
Das Lied wurde von Beach-Boys-Mitglied Brian Wilson getextet, komponiert und produziert. Beim Schreibprozess erhielt Wilson Unterstützung durch Larry Millas, Jim Peterik und Joe Thomas.
Die Erstveröffentlichung von That’s Why God Made the Radio erfolgte als Promo-Single am 23. April 2012 bei Capitol Records. Am 5. Juni desselben Jahres erschien das Lied als Teil des gleichnamigen Albums (Katalognummer: 6028242), dem 29. Studioalbum der Beach Boys. Am 29. Juni 2012 erschien es als offizielle Singleauskopplung aus dem Album. Diese erschien als 7″-Single mit einem Instrumental als B-Seite (Katalognummer: 4649897). Um die Veröffentlichung von That’s Why God Made the Radio zu bewerben, erschien am 25. April 2012 ein Lyrikvideo auf der Videoplattform YouTube.

## Hintergrund
Der Ursprung von That’s Why God Made the Radio liegt Demos zugrunde, an denen Thomas und Wilso in den 1990er-Jahren arbeiteten. Sie waren zu diesem Zeitpunkt Nachbarn in St. Charles (Illinois). Laut Thomas wollte Wilson das Lied nicht als Solist für sein Album Imagination (Juni 1998) veröffentlichen, sondern hielt es für ein zukünftiges Album der Beach Boys zurück. Der Name That’s Why God Made the Radio fiel Wilson nach einem Baseballspiel der Chicago White Sox in den späten 1990er Jahren ein, das er mit Thomas besucht hatte.
Koautor Peterik sagte dazu:
[Brian und ich] waren in einem italienischen Restaurant und wir sprachen über das Radio und darüber, wie großartig Lieder durch das AM-Radio klangen, das durch den ovalen Lautsprecher deines Plymouth Valiant kam, und ich sagte: „Mann, das war der beste Sound von allen“, und Brian sagte: „Ja, deshalb hat Gott das Radio gemacht.“ Das habe ich natürlich aufgeschrieben. Er hat nicht gemerkt, wie genial das war, oder vielleicht doch, aber dann haben wir dieses Lied geschrieben.

## Rezeption
Der Rolling Stone platzierte das Stück auf Platz 30 seiner „Top 50 der besten Songs des Jahres 2012“.